# Ozarba variabilis
Ozarba variabilis là một loài bướm đêm trong họ Noctuidae.